# Ezechiel Godert David Cohen
Ezechiel Godert David Cohen, referenciado como E.G.D. Cohen (Países Baixos, 16 de janeiro de 1923) foi um físico estadunidense.

## Publicações selecionadas
- "Difficulties in the kinetic theory of dense gases", with J R Dorfman,  J. Math. Phys. Bd.8, p. 282(1967).
- Editor "Statistical Mechanics at the Turn of the Decade", Dekker 1971 (Festschrift for the 70th birthday of Uhlenbeck), including his essay: "The generalization of the Boltzmann equation to higher densities"
- "The Boltzmann Equation", Walter Thirring (Editor), Wien 1973
- "The kinetic theory of dense gases", in Cohen (Editor) Fundamental problems of statistical mechanics, Vol.2, North Holland 1968
- "Kinetic approach to non equilibrium phenomena", physicists in Mehra The concept of nature, Reidel 1973
- "The kinetic theory of fluids-an introduction", Physics Today, January 1984
- "Kinetic theory - Understanding nature through collisions", American Journal of Physics, Bd.60, 1993, p. 524
- "Transport coefficients and Lyapunov exponents", Physica A 213, 293(1995).
- "Boltzmann and Statistical Mechanics", http://arXiv.org/pdf/:cond-mat/9608054, 1996
- "George E. Uhlenbeck and Statistical Mechanics", Am. J. Phys., 58, 618(1990).
- "Viscosity of a simple fluid from its maximal Lyapunov exponents", with Evans and Morriss, Phys. Rev. A., 42, pp. 5990–5997 (1990).
- "Probability of second law violations in nonequilibrium steady states", Phys. Rev. Lett, 71, pp. 2401–2404 (1993);  Erratum, 71, 3616 (1993).